# Xbox One
Xbox One — це гральна консоль восьмого покоління, розроблена компанією Microsoft. Анонсована в травні 2013 року, вона є наступницею Xbox 360 і третьою консоллю в сімействі Xbox. Вийшла в Північній Америці, частині країн Європи, Австралії та Південній Америці в листопаді 2013 року, а також у Японії, Китаї та в решті європейських країн у вересні 2014 року. Це перша гральна консоль Xbox, яка вийшла в Китаї. Microsoft позиціонує пристрій як «розважальну систему „все в одному“». Xbox One конкурує з консолями Sony PlayStation 4 та Nintendo Wii U і Switch.
Віддаляючись від архітектури на базі PowerPC своєї попередниці, Xbox One повернулася до архітектури x86, яка використовувалася в оригінальній Xbox. Консоль оснащена процесором AMD Accelerated Processing Unit (APU), заснованим на x86-64 архітектурі. Контролер Xbox One був перероблений, порівняно з попередником для Xbox 360. Консоль більше зосереджена на хмарних обчисленнях і функціях соціальних мереж, а також можливостях записувати та передавати відеокліпи або скріншоти ігрового процесу чи транслювати гру в прямому ефірі, за допомогою сервісів Mixer і Twitch. Відеоігри можливо запускати за допомогою консолі через локальну мережу на підтримуваних пристроях з Windows 10. Консоль може читати Blu-ray диски та відтворювати цифрове ефірне телебачення. Вона додатково містить перероблений сенсор Kinect, який випускається як Kinect 2.0, та має вдосконалення відстеження руху і розпізнавання голосу.
Xbox One отримала в основному позитивні відгуки щодо дизайну її контролера, мультимедійних функцій та голосової навігації. Її стриманий дизайн отримав високі оцінки за те, що консоль стала надійнішою, ніж попередниця, Xbox 360. Критика зосереджувалася на іграх через їх технічно нижчий рівень, ніж у PlayStation 4. Оригінальний користувацький інтерфейс консолі був визнаний не інтуїтивним, хоча зміни, внесені пізніше в програмне забезпечення консолі, отримали позитивний прийом. Новий Kinect здобула схвалення за покращену точність відстеження руху, розпізнавання обличчя та голосові команди.
Оригінальну версію Xbox One замінила Xbox One S в 2016 році, що має менший форм-фактор і підтримує відео високого динамічного діапазону HDR10, а також підтримку відтворення відео в форматі 4K та масштабування зображення ігор від 1080p до 4K. Нова версія здобула визнання за менший розмір, візуальні поліпшення на екрані та відсутність зовнішнього блоку живлення, але було відзначено деякі мінуси, такі як відсутність порту для Kinect. Високопродуктивна модель — Xbox One X, була представлена в червні 2017 року і випущена в листопаді; вона володіє покращеними технічними характеристиками та підтримкою рендерингу ігор з роздільною здатністю 4K. Була замінена Xbox Series X у кінці 2020 року.

## Історія

### Розробка

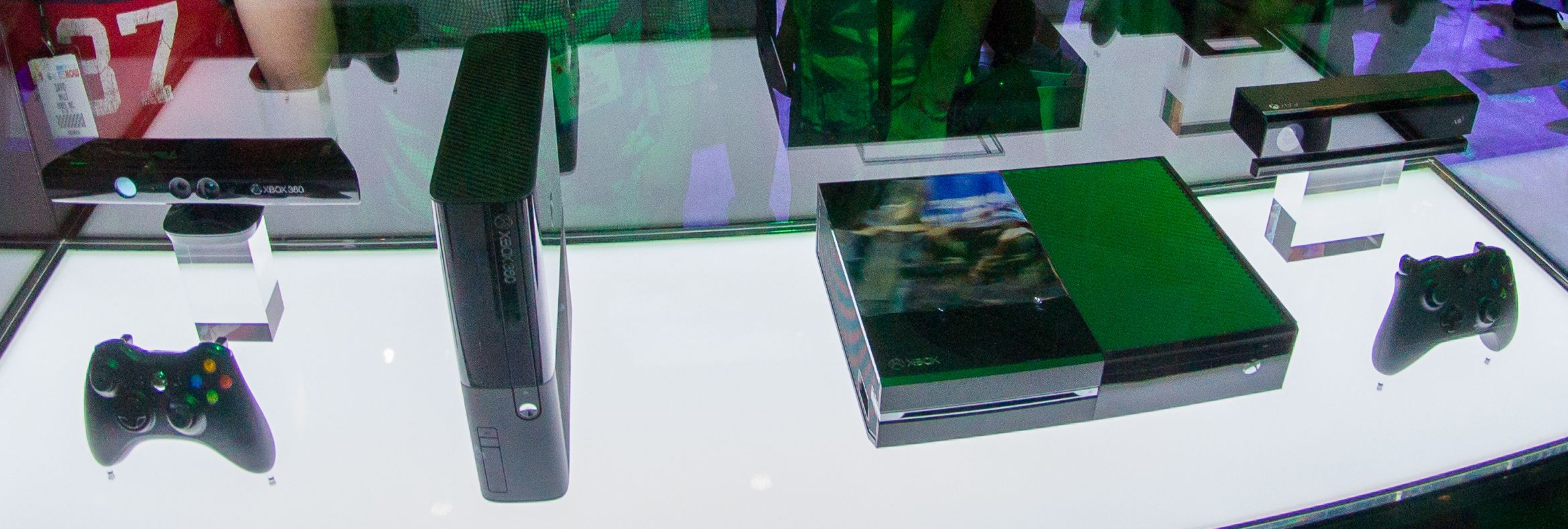
Xbox 360 E і Xbox One на виставці E3 2013

Xbox One є наступницею Xbox 360 — попередньої гральної консолі Microsoft, яка була випущена в 2005 році як частина сьомого покоління ігрових систем. Протягом наступних років вийшло декілька версій консолі Xbox 360, які зменшували розмір приставки та підвищували її надійність. У 2010 році Кріс Льюїс з Microsoft зазначив, що Xbox 360 вже «на півдорозі» свого життєвого циклу; це сприяло випуску в тому ж році сенсору руху Kinect, який за твердженням Льюїса, дозволив продовжити життєвий цикл консолі на п'ять років.
Наступниця Xbox 360, яка зазвичай згадувалася в індустрії як Xbox 720, як повідомляється, розроблялася вже в травні 2011 року. Офіційний набір розробника (developer kit) відеоігор отримав назву Durango і став доступним розробникам в середині 2012 року. Витік даних передбачав, що нова консоль включатиме вдосконалений сенсор Kinect, доступ до хмарних ігор та медіа, інтеграція з мобільними пристроями, а також пристрій для забезпечення відтворення контенту на спеціальних окулярах гравців, з кодовою назвою «Fortaleza». Корпорація Microsoft не коментувала ці функції. Витік дизайнерський даних показав, що Microsoft прагне усунути здатність запускати використані ігри, хоча Microsoft пізніше зазначили, що вони все ще переглядають дизайн і «думають про те, що буде далі, та як ми можемо проштовхнути нові технології, як це було з Kinect», але не коментували дійсну інформацію.

### Випуск та подальші зміни
Консоль була офіційно анонсована під назвою Xbox One 21 травня 2013 року на пресконференції, де описувалася спрямованою на охоплення широких мультимедійних та соціальних можливостей. Другий показ консолі відбувся під час E3 2013, там розповіли про функції консолі, орієнтовані на ігри. У той час Microsoft оголосила, що консоль буде випущена в 21 країні 22 листопада 2013 року, але пізніше дату змістили до 13 листопада. Проблема, через яку відклали дату випуску в інших восьми країнах до 2014 року, була пов'язана з непередбачуваною складністю локалізації можливостей розпізнавання голосу пристроєм. Пізніше, у вересні 2014 року, Xbox One вийшла в 26 країнах різних регіонів, включаючи Європу, Японію та Близький Схід.
Microsoft спочатку оголосила про нову схему ліцензування ігор для Xbox One, відмінну від використаної після випуску консолі: всі ігри, у тому числі ті, що були придбані в роздріб, будуть пов'язані з обліковим записом Xbox Live користувача. Користувачі зможуть отримати доступ до придбаних ігор з будь-якої іншої консолі Xbox One, грати в ігри без встановлення диска, а також буде дозволено «поділитися» своїми іграми з десятьма визначеними гравцями. Користувачі зможуть торгувати іграми в «учасників роздрібної торгівлі», а також можуть передавати гру безпосередньо будь-якому другу в Xbox Live, який є у відповідному списку щонайменше 30 днів, але лише один раз. Щоб синхронізувати ліцензії, консоль потрібно буде підключати до Інтернету раз на 24 години; якщо консоль не зможе підключитися, всі ігри будуть відключені, доки консоль знову не підключиться.
Реакція на цю схему управління цифровими правами була надзвичайно негативною. Критики зазначили, що ці зміни порушують права споживачів на первинні права на ігри, придбані на фізичних носіях, оскільки ігри будуть ліцензовані лише користувачам, без можливості перепродажу, і сам диск буде використовуватися лише для встановлення гри, а не для передачі права власності на її ліцензію або дозволу на перепродаж. Microsoft також заявила, що видавці зможуть вводити обмеження або активаційні збори на копії використовуваних ігор. Редактор GameSpot Том Макшей сказав, що корпорація Microsoft стала антикористувацькою, намагаючись «карати своїх лояльних клієнтів» суворими обмеженнями, і що «не кажучи вже про обмежені ігри, та обов'язковий вихід до Інтернету, які Microsoft так впевнено реалізує на Xbox One, в той момент, як Sony підняла PlayStation 4 як консоль, щоб захопити цей святковий сезон (2013)». Керівник відділу маркетингу і стратегії Xbox Юсуф Мегді пояснив, що система була побудована з урахуванням цифрового права, але Microsoft хотіла підтримувати доступність ігор на фізичних носіях. Він також зазначив, що Microsoft не відмовлялася від заперечень видавців щодо використаних ігор, а скоріше намагалася збалансувати потреби споживачів та галузі, і що можливості торгівлі та спільного використання платформи додали рівень гнучкості, яка не спостерігалася на інші платформах в той час.
19 червня 2013 року, незабаром після E3 2013, Microsoft оголосила (у відповідь на негативну реакцію), що вона скасовує зміни до моделі ліцензування DRM ігор на Xbox One. Як і у випадку з Xbox 360, користувачі зможуть ділитися та перепродавати фізичні копії гри без обмежень, за винятком обов'язкового оновлення програмного забезпечення після першого встановлення консолі, щоб включити відтворення Blu-ray та DVD-відео. Консоль не потребує постійного підключення до Інтернету для роботи. Ці зміни вимагали вилучення функцій спільного використання ігор, а також можливість відтворення ігор без диска після встановлення. Керівник відділу продуктів Xbox One Марк Віттен заявив, що функція спільного використання ігор може повернутись у майбутньому, але не може бути реалізована під час запуску через брак часу. Дон Матрік, тодішній президент Microsoft Interactive Entertainment Business, заявив, що зміни в ліцензії, були реагуванням на негативну громадську реакцію. Інші аналітики вважають, що ця зміна була прямою відповіддю на агресивну позицію Sony під час пресконференції E3. Матрік, який був лідером розробки Xbox One, оголосив про вихід з Microsoft 1 липня 2013 року, щоб стати генеральним директором компанії Zynga. Аналітики припустили, що його відхід був обумовлений поганою реакцією та подальшим скасуванням планів для Xbox One.
Microsoft також відмовилася від аналогічної суперечливої вимоги, щоб датчик Kinect був підключений до Xbox One у будь-який час для його функціонування. Захисники конфіденційності заявляють, що дані датчиків Kinect можуть використовуватися для цільової реклами та для несанкціонованого спостереження за користувачами. У відповідь на ці вимоги, Microsoft підтвердила, що голосове управляння в Kinect і відстеження руху може бути відключено користувачами, та, що дані Kinect не можуть бути використані для реклами згідно її політики конфіденційності і консоль не буде перерозподіляти користувацький контент без дозволу. У відповідь на ці попередні зміни та віру в те, що рішення Microsoft для системи були поганими, журналісти та споживачі жартома дали консолі псевдоніми, такі як «Xbox 180», у зв'язку з рішенням Microsoft про зміну свого суперечливого рішення та «Xbone», що свідчить про те, що компанія «кидає кістку» споживачам шляхом внесення цих змін.
У 2015 році чотири члени міжнародної хакерської групи визнали себе винними в отриманні несанкціонованого доступу до комп'ютерної мережі Microsoft та отримання конфіденційної інформації, що стосується Xbox One і Xbox Live. Під час порушення безпеки, Microsoft була на стадії розробки ігрових систем наступного покоління. У період з 2011 по 2013 рік хакери витрачали сотні годин на пошук даних через реєстраційні дані корпорації Microsoft: вихідні коди, технічні характеристики та інші дані. Члени групи стверджують, що їх дуже цікавила нова консоль Xbox One та відповідне програмне забезпечення Microsoft. Використавши вкрадені записи доступу, два хакери також здійснили фізичну крадіжку, ввійшовши в охоронювану будівлю кампусу Microsoft Redmond Washington та викравши звідти три комплекти розробки «Durango».
13 червня 2016 року, під час пресконференції E3 2016, компанія Microsoft представила Xbox One S — версію оригінальної Xbox One зі зменшеним форм-фактором. Microsoft також анонсувала високопродуктивну версію Xbox One з оновленим апаратним забезпеченням під кодовою назвою «Project Scorpio», яка була представлена і випущена в 2017 році, як Xbox One X. На E3 2019 відбувся анонс «Project Scarlett», консолі наступного покоління, здатної запускати ігри для Xbox One, що 12 грудня стала офіційно відома як Xbox Series X.

## Характеристики

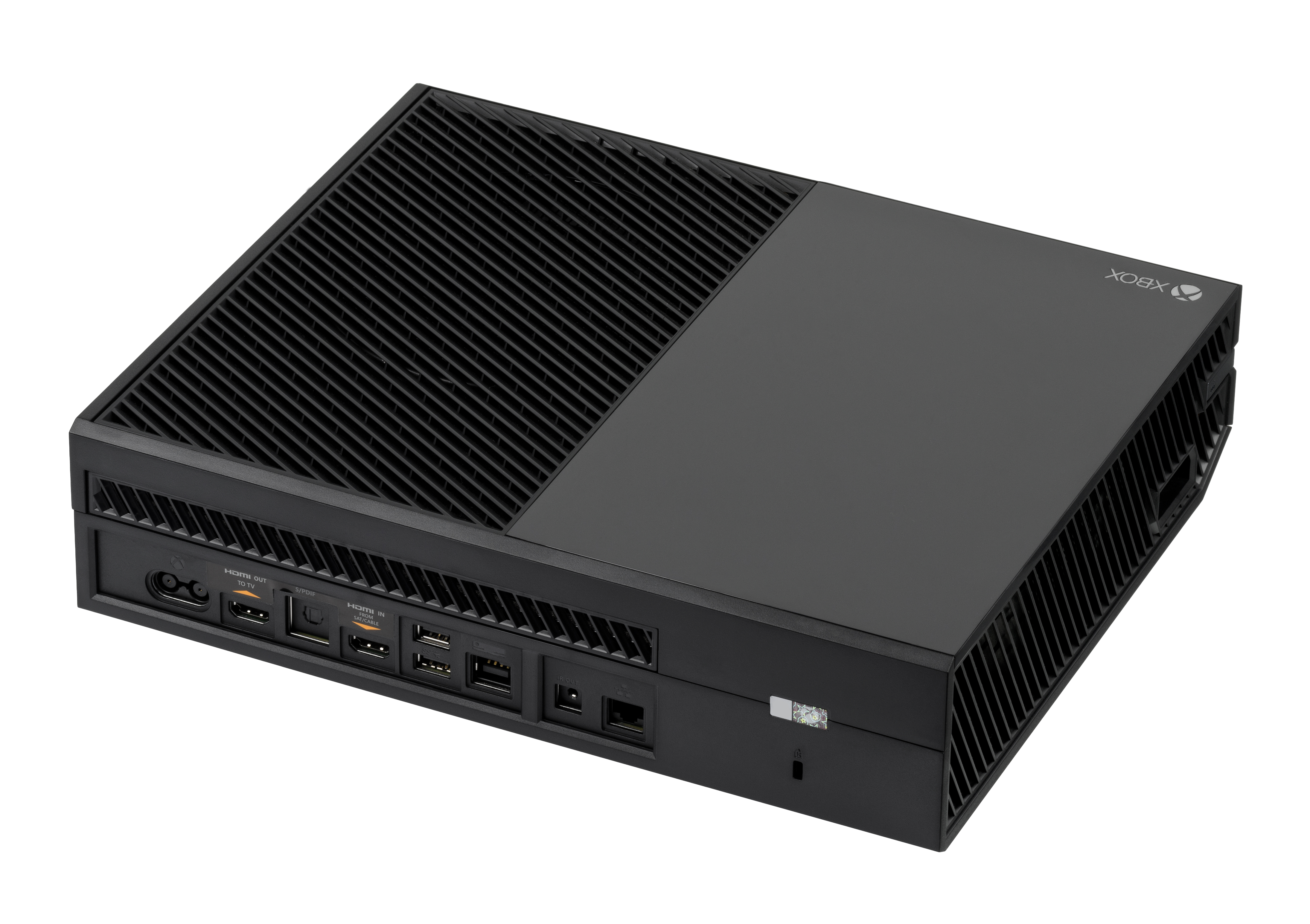
Xbox One, вид на задню панель з підключеннями.

### Дизайн
Дизайн Xbox One сильно спрощений у порівнянні з попередніми моделями, маючи форму паралелепіпеда зі скошеними ребрами. Конструкція консолі передбачає тільки горизонтальне її розташування. Колір приставки чорний з білим логотипом, покриття консолі наполовину сіре глянсове і наполовину чорне матове, яке візуально ділить корпус на дві половини. Кнопка включення, розташована поруч зі щілиною приводу Blu-ray, виглядає як логотип Xbox та світиться. Ззаду розташовані два порти HDMI (вхід і вихід), S / P-DIF, мережевий роз'єм, гніздо для підключення Kinect, а також два порти USB 3.0.
Контролер Xbox One подібний до попередника. Його форма така ж, як і контролера Xbox 360, але має більш скошені ручки і дещо зміщені кнопки управління. Відсік для батарейок втоплений в корпус, а хрестовина позбулася округлої основи.

### Технічні характеристики
- ЦП — Xbox One отримала 8-ядерний x86-x64 центральний процесор AMD APU 1,75 ГГц,[33] раніше був заявлений процесор із частотою 1,6 Ггц[34].
- GPU — AMD Radeon GPU в складі APU, базується на AGCN-архітектурі з 12 обчислювальними модулями, котрі мають 768 ядер; D3D 11.2 @ 1,23 TFLOPS[34].
- ОЗП — в Xbox One 2 типи пам'яті: порівняно повільна DRAM (68,3 Гб/с) та ESRAM (204 Гб/с). Обсяг DRAM (DDR3) — 8 Гб (2133 МГц)[35]. Обсяг ESRAM — 32 Мб (міститься на кристалі ЦП).
- Жорсткий диск — 500 Гб[36].
- Blu-Ray і DVD привід.

Від сторонніх розробників існують додаткові пристрої, покликані розширити характеристики. Так, у листопаді 2016 року компанією Seagate було випущено твердотільні зовнішні накопичувачі для Xbox One (та раніших моделей) обсягом 2 та 4 Тб.

## Можливості

### Аудіо і відео
Xbox One підтримує роздільну здатність 4K і звук 7.1. Віцепрезидент Microsoft по стратегії і маркетингу Юсуф Мехді заявив, що немає ніяких апаратних обмежень, які не дозволили б запускати ігри в роздільній здатності 4K. Xbox One підтримує вхідний і вихідний HDMI 1.4. Консоль не має відеовиходу для композитного або компонентного відео.

### Медіаінтерфейс
В ОС Xbox One так само як і в Windows 8 можна відкривати програми (такі як, наприклад, переглядач YouTube, Skype, Microsoft Edge тощо) по боках екрана. Xbox One може служити з'єднувачем між телеприставкою і ТВ через HDMI. Ця можливість дозволяє дивитися телепередачі від ТБ-провайдерів через консоль, а завдяки функції OneGuide керувати процесом можливо за допомогою геймпада і голосових команд. Телеприставка контролюється консоллю з допомогою ІЧ-бластера або HDMI-CEC.
Xbox One має облікові записи для різних користувачів, зокрема для цілих сімей. Власник консолі має можливість встановити батьківський контроль за використанням Xbox One дітьми. Це включає зокрема недопущення здійснення дітьми небажаних покупок і платежів, обмеження доступу до певних відеоігор і фільмів на основі вікового рейтингу, фільтрацію вебсайтів за їх типом.

## Аксесуари

### Геймпади

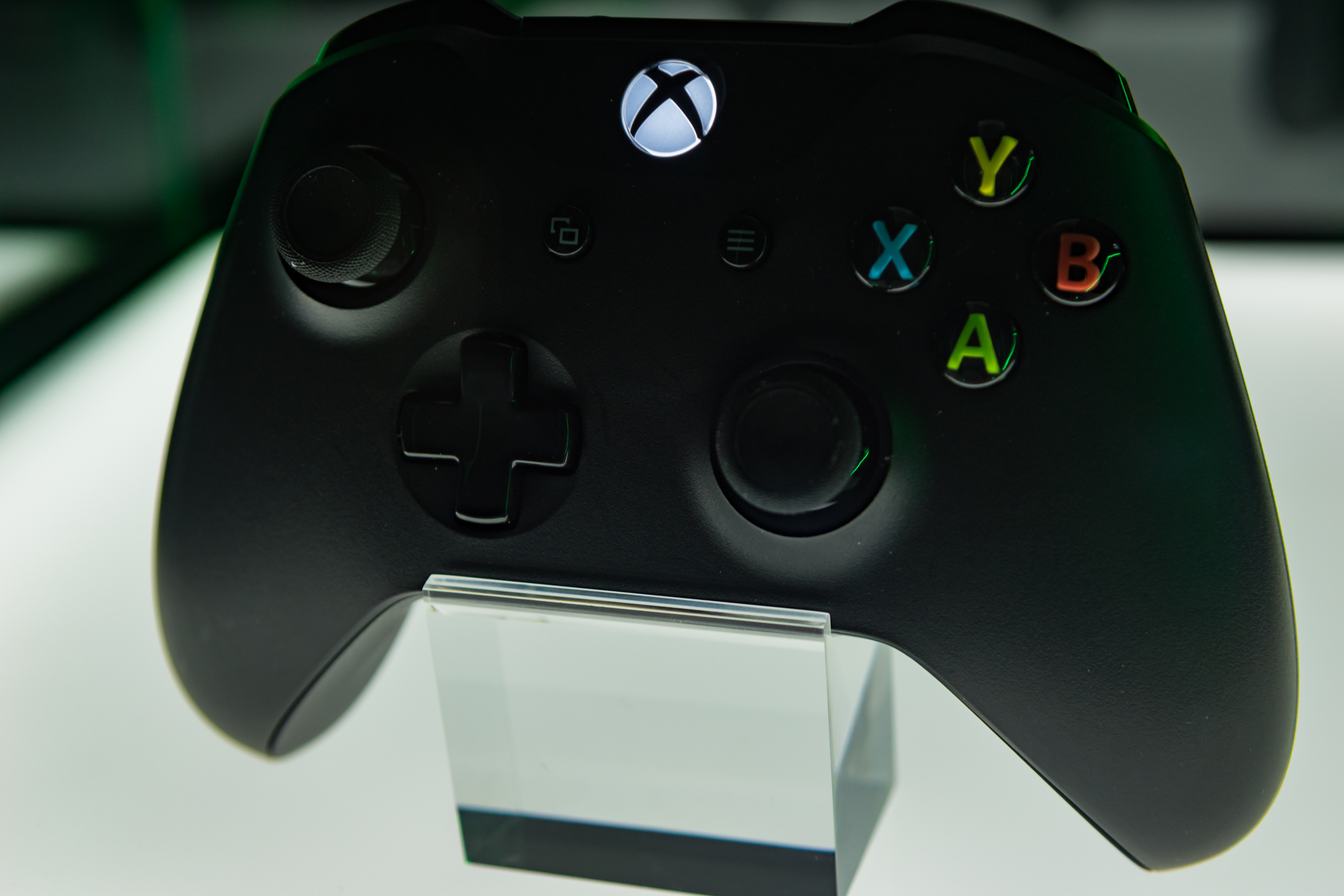
Стандартний геймпад Xbox One

#### Xbox One Wireless Controller
За заявою Microsoft в геймпаді Xbox One Controller зроблено 40 технічних удосконалень, включаючи нові динамічні імпульсні спускові гачки, новий дизайн d-pad (хрестовини), інтегрований акумуляторний відсік (за замовчуванням геймпад живиться від батарейок) і підтримка Wi-Fi Direct. Є можливість підключити гарнітуру. У Microsoft заявили, що переробили спосіб підключення контролера з консоллю, завдяки чому швидкість відгуку збільшилася на 15 %. Представники компанії Microsoft заявили, що згідно з їхніми дослідженнями новий геймпад зможе працювати, як мінімум, протягом 10 років. Ніяких додаткових функцій геймпад не отримав. Сервісні кнопки Start і Back тепер називаються Menu і View. Контролер Xbox One офіційно сумісний з Windows за використання адаптера Xbox Wireless Adapter for Windows.

#### Xbox Elite

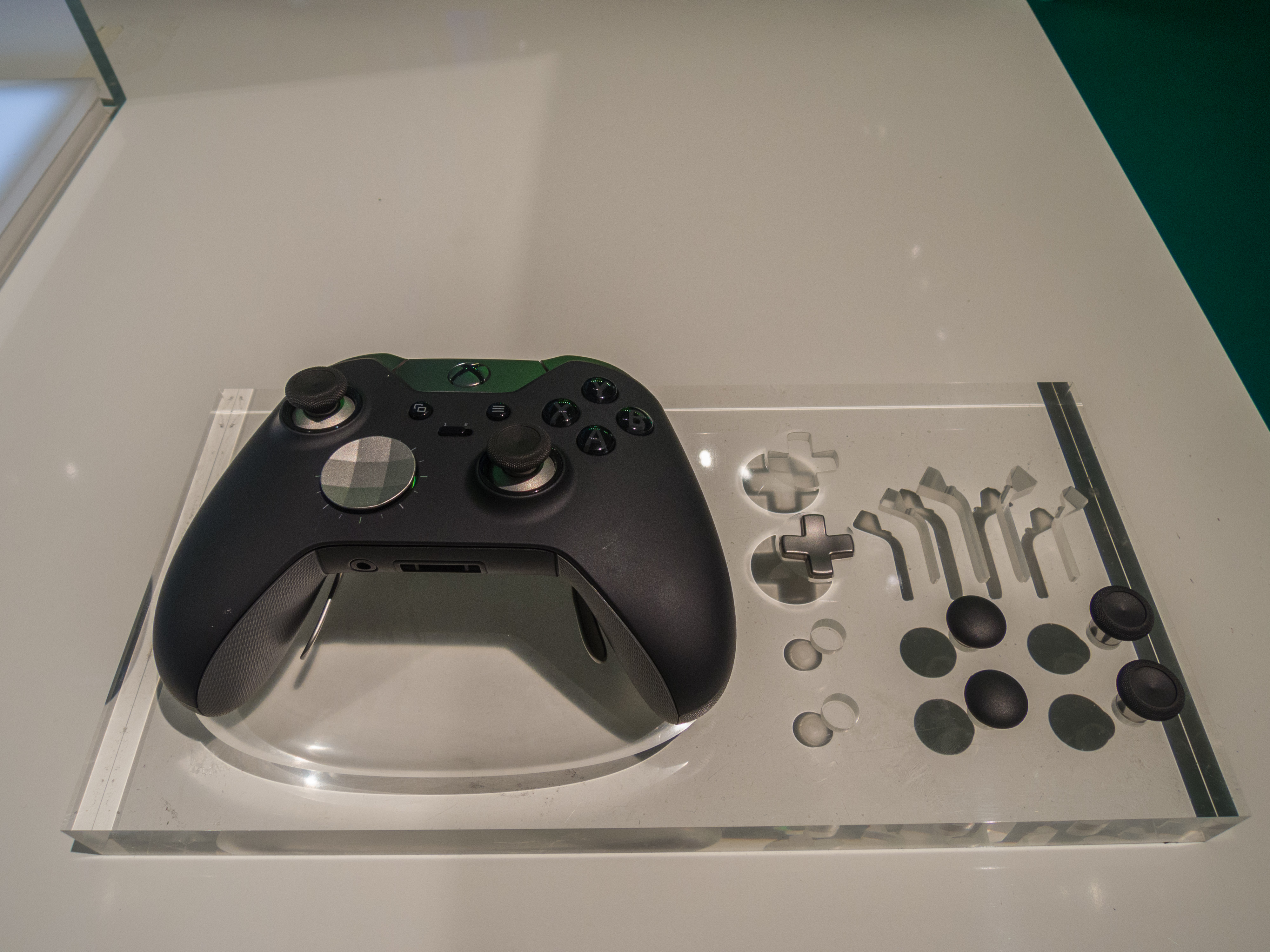
Xbox Elite з набором кастомізації

Альтернативний геймпад Xbox Elite має змінні кнопки, стіки й спускові гачки різної форми, що постачаються в комплекті. Власники можуть на свій розсуд встановити їх для комфортнішого користування. Крім того, геймпад має 4 додаткові важелі знизу (можуть бути зняті) у формі пелюсток, які дають змогу виконувати додаткові дії в іграх, не відриваючи пальці від інших елементів керування. Конкретні дії програмуються для кожного з цих важелів. Додатково на спускові гачки Xbox Elite можуть бути встановлені обмежувачі їх руху. Це дозволяє, наприклад, коротшим натисканням зробити у грі постріл, заощадивши тим самим частки секунди. Матеріал геймпада більш зносостійкий, ніж в оригінала, та міцніше тримається в руках. Спеціальний програмний додаток відкриває доступ до програмування функцій всіх елементів керування Xbox Elite та дозволяє зберігати кілька профілів їх налаштувань і швидко змінювати два обраних профілі спеціальним перемикачем. Крім того, налаштовується рівень чутливості стіків. Xbox Elite входить до комплекту Xbox One Elite, що надійшов у продаж 5 листопада 2015 року, а також продається окремо.
Xbox Elite 2 додатково оснащений текстурованими поверхнями. Він дозволяє швидко перемикатися між трьома профілями, кожному з яких відповідає світловий індикатор. Елементи керування тут володіють опцією довгого натискання, що викликає певну запрограмовану дію інших елементів. Ця опція, зокрема, корисна в стратегічних відеоіграх. Важелі Xbox Elite 2 мають текстуровані накладки. Налаштовується не лише чутливість стіків, а і їхня фізична легкість руху. Геймпад працює від вбудованого акумулятора і заряджається як через порт USB-C, так і від безпровідної зарядної станції. Надійшов у продаж 4 листопада 2019 року.

#### Wildcat
Контролер від компанії Razer, розрахований на професійних гравців, як учасники турнірів з відеоігор. Геймпад дизайном подібний на оригінальний, але має 4 додаткових програмованих перемикача та кнопки швидкого управління для завдань, як перемикання між профілями чи зміни гучності звуку. Ручки і стіки мають спеціальні накладки для кращого утримання руками. Геймпад існує в дротовій версії та став доступним для замовлення в жовтні 2015.

### Kinect 2.0

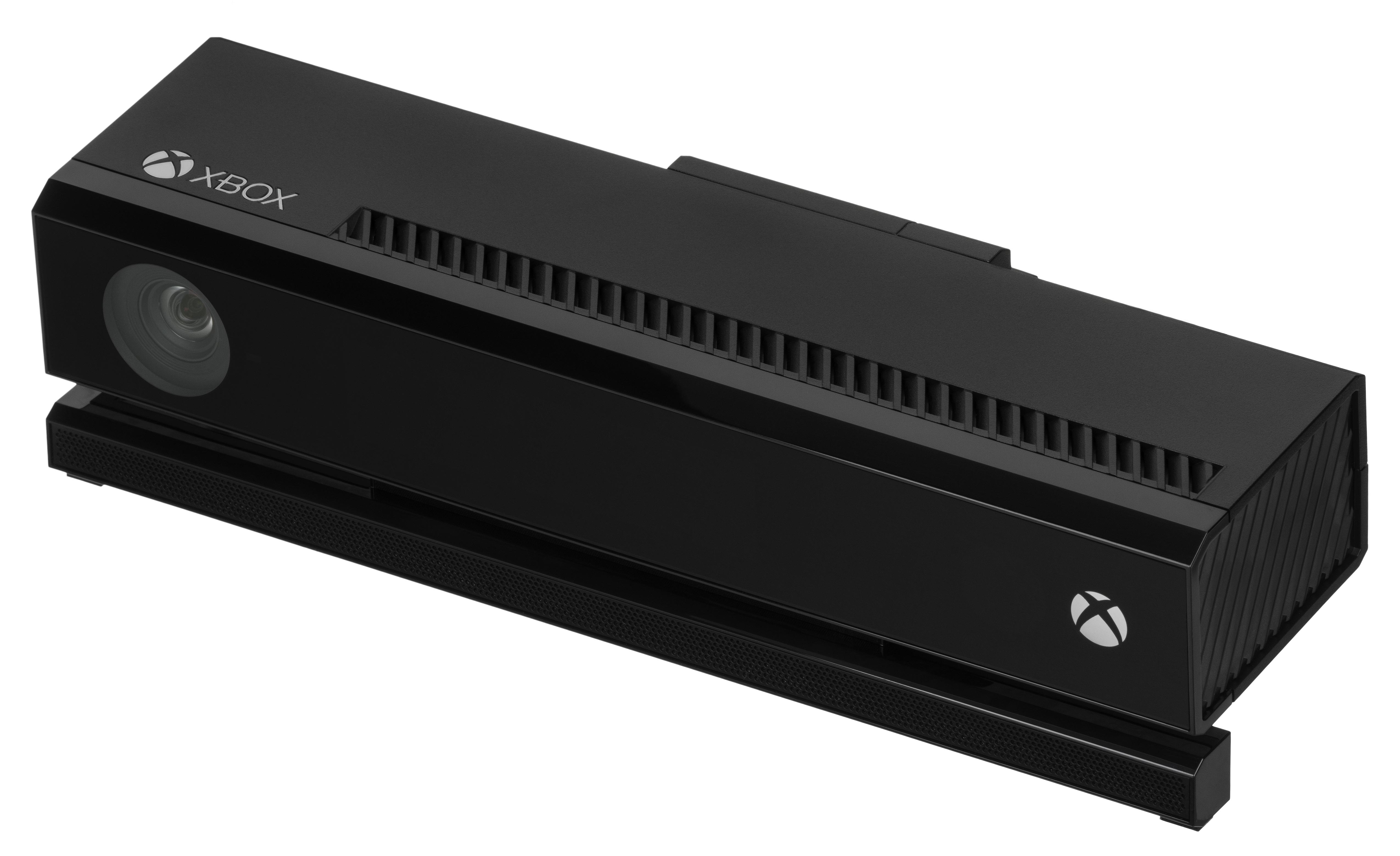
Kinect 2.0 для XboxOne

Xbox One може обладнуватися безконтактним ігровим контролером Kinect. У новому Kinect використовується ToF (часопролітна) камера з широким кутом огляду (70 ° по горизонталі і 60 ° по вертикалі) і роздільною здатністю 1080p (у попередній версії використовувалася VGA камера з оглядом у 57° і 43°).
Новий Kinect обробляє дані зі швидкістю 2 Гбіт/с. У порівнянні з попередньою версією підвищилася точність визначення, максимальна кількість людей, що одночасно визначаються, збільшилася до шести, новий Kinect також може відстежувати жести контролером і визначати пульс людини. Пристрій здатний завантажувати профілі та налаштування власника, щойно «побачивши» його. Крім того, Kinect розпізнає QR-коди. Мікрофон Kinect залишається активним навіть якщо консоль знаходиться в сплячому режимі, тобто консоль можна включити голосовою командою.

## Моделі

### Xbox One Elite
Оновлена Xbox One була анонсована 1 вересня 2015 року та надійшла у продаж 5 листопада, її геймпад — з жовтня. Консоль оснащена гібридним накопичувачем обсягом 1 Тбайт, який об'єднує традиційний жорсткий диск і флеш-модуль для зберігання найчастіше використовуваних файлів. Геймпад має змінні стіки, ручки і хрестовину, якими користувач може самотужки змінити стандартні. Сам геймпад має підвищену зносостійкість та обмежувачі Hair Trigger Locks, які можуть обмежувати амплітуду руху спускових гачків. Також продається окремо.

### Xbox One S

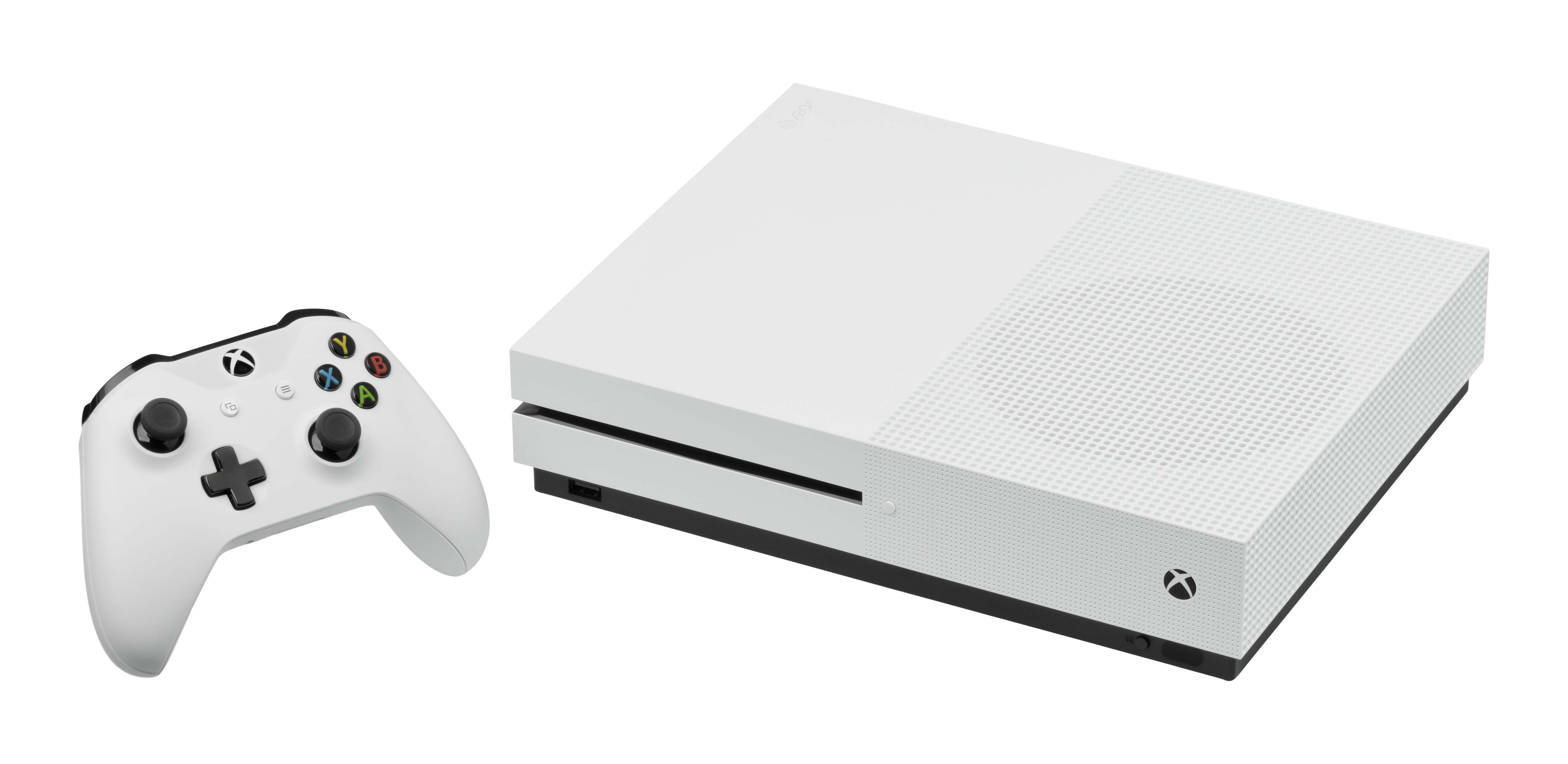
Xbox One S

Перед виставкою E3 13 червня 2016 року було анонсовано вдосконалену модель Xbox One S. Вона відрізняється значно меншими, на 40 %, розмірами та білим кольором. Її жорсткий диск має три варіанти ємності, вбудований блок живлення та підтримку HDR-графіки роздільністю в 4K. Консоль дозволяє стрімити відео в 4K на Netflix і Amazon Video, відтворювати фільми з дисків UHD Blu-ray. Порт HDMI 1.4 замінено на HDMI 2.0a. Оновлений геймпад підтримує Bluetooth і має текстуровану поверхню. Крім того, Microsoft разом з консоллю анонсували можливість індивідуального дизайну геймпадів. Гравці можуть замовляти геймпади власноруч обраних кольорів, включаючи як корпус, так і кнопки, стіки й спускові гачки, та з лазерними гравіруваннями.
Випускається у трьох варіантах: з 500 Гб, 1 Тб і 2 Тб пам'яті на жорсткому диску. Відповідно ціни становлять $299, $349 і $399. Початок серійного випуску відбувся 2 серпня 2016 року.

### Xbox One X

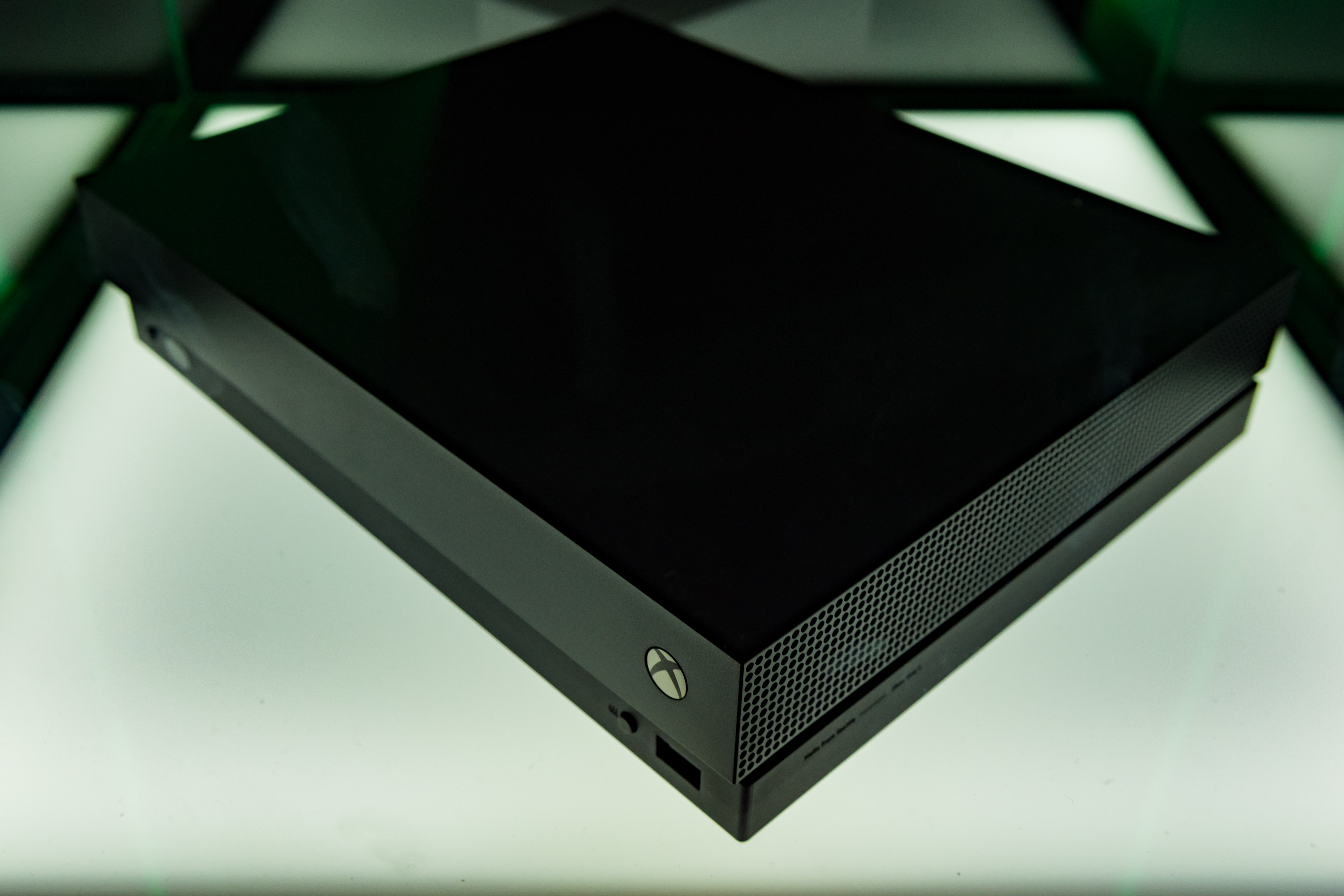
Xbox One X

На E3 2016 відбувся анонс третьої моделі під назвою Project Scorpio, що очікувалася до виходу восени 2017 року. Для оновленої консолі було заявлено вищу продуктивність, динамічне масштабування картинки для підтримки частоти кадрів, покращену фільтрацію текстур, захоплення відео в 4K за 60 кадрів на секунду. Фінальна назва, Xbox One X, стала відома на виставці E3 2017.
Вона значно потужніша за попередні та розрахована на повноцінну роботу з моніторами роздільністю 4K (а не масштабує до неї зображення нижчих роздільностей). Консоль має 8 ядер центрального процесора частотою 2,3 ГГц кожне, замість 1,75 ГГц в оригінальної Xbox One. Наділена 12 Гбайт пам'яті GDDR5, яка використовується і як оперативна, і як відеопам'ять. Разом з розширеною до 384 біт шиною вона дозволила позбутися використання eSRAM. 8 Гбайт розробники можуть використовувати на свій розсуд, а 4 Гбайт відведено під операційну систему. Кількість обчислювальних блоків GPU було збільшено з 16 до 40, а їх частота зросла з 853 МГц до 1172 МГц. Число шейдерних блоків подвоєно, збільшено вчетверо обсяг кеш-пам'яті GPU. Консоль повністю підтримує DirectX 12. Xbox One X оснащується накопичувачем на 1 Тбайт, виходом HDMI 2.0 і оптичним приводом з підтримкою Blu-ray 4K. Оскільки енергоспоживання складає до 245 Вт, для відводу тепла застосовується технологія випарної камери. Початок продажів Xbox One X почався 7 листопада 2017 року.
Назву Project Scorpio було надано обмеженій партії Xbox One X. Вона відрізняється особливим дизайном (графітовий колір, крапчаста текстура і зелені написи Project Scorpio на самій консолі й геймпаді), підставкою для вертикального встановлення, і коробкою, створеною в стилі першої Xbox.

## Реакція та продажі
Запуск Xbox One виявився менш успішним, ніж очікувалося. Основна маса критики спрямовувалася на її меншу потужність, ніж в PlayStation 4, також зауважувалися висока ціна, спрямованість на мультимедійні розваги, окрім відеоігор. Після презентації, продажі Wii U у Великій Британії піднялися на 875 %, а акції Sony зросли на 9 %. Згідно Google, на момент анонсу Xbox One шукала менша кількість осіб, аніж PS4 на момент її представлення.
У фінансових звітах Microsoft публікували інформацію щодо Xbox One та Xbox 360 разом, не розділяючи їх. Таким чином тривалий час кількість проданих примірників лишалася таємницею. Але Філ Спенсер, глава Microsoft Game Studios, повідомив, що обсяги продажів нового продукту виявилися вищими, ніж у Xbox 360 в той же період її життєвого циклу. Зниження ціни спонукало до активніших купівель Xbox One з 2015 року, однак випередити PlayStation 4 так і не вдалося. На березень 2016 року було продано понад 20 млн примірників Xbox One. Порівняно з основним конкурентом, PlayStation 4, це майже вдвічі менше. PlayStation 4 за майже той самий час продалася в кількості 40 млн штук. В липні 2016 ціну на Xbox One було знижено до $249, щоб продати запаси оригінальної версії перед початком продажів Xbox One S.
Вихід оновленої версії, Xbox One S, значно покращив становище Microsoft. З її появою в серпні 2016 продажі Xbox One перевищили продажі PlayStation 4 на неозвучену кількість. Керівник Sony Ендрю Хаус на це відгукнувся, що основним конкурентом бачать ПК і саме це було вирішальним фактором при розробці консолі PlayStation 4 та її вдосконалених версій.
Xbox One X отримала відгуки як найпотужніша гральна консоль свого часу. Особливих похвал удостоїлися підтримка роздільності 4K HDR, покращена продуктивність у старих іграх, дизайн. Проте було розкритиковано накопичувач в 1 Тбайт, який за обсягу декотрих ігор у понад 100Гбайт порівняно малий. Зауважувалася невелика кількість ігор, які на початок продажів Xbox One X сповна використовують її можливості. Тому багато критиків прийшли до висновку, що стартова ціна в $499 невиправдана.

## Ігри
Ігри для Xbox One поширюються на дисках Blu-ray і через  Xbox Games Store. Всі ігри для Xbox One встановлюються на жорсткий диск консолі, але користувачі можуть почати грати ще під час установки, коли вона досягає певної точки, в той час як решта гри встановлюється у фоновому режимі. Всього жорсткий диск консолі звичайної версії здатен вмістити біля 20-и сучасних відеоігор з розрахунку, що кожна займає по 30-50 Гб. При цьому гравцям недоступні всі 500 Гб, частина зарезервована під операційну систему.
Станом на жовтень 2021 року, з Xbox One сумісні понад 4 тис. ігор. У десятку найпопулярніших увійшли такі ігри, як:
- Grand Theft Auto V
- Call of Duty: Black Ops 3
- Call of Duty: WWII
- Red Dead Redemption 2
- Minecraft
- Call of Duty: Advanced Warfare
- Battlefield 1
- Fallout 4
- Halo 5: Guardians
- Call of Duty: Black Ops III[79]